# Nangwŏn Kaech’ŏng
Nangwŏn Kaech'ŏng (ur. 834, zm. 930) – koreański mistrz sŏn, uczeń mistrza T'onghyo Pŏmila.

## Życiorys
Pochodził z rodziny Kim. Nangwŏn opuścił dom rodzinny w wieku 20 lat.
Początkowo studiował klasykę konfucjańską. Jednak wkrótce rozpoczął studiowanie Sutry Awatamsaki w klasztorach Hwaŏm i Chŏnghaengbŏp. Następnie spędził 3 lata praktykując ascezę na górze Kum.
Pewien starzec poradził mu udać się do klasztoru Kulsan, gdzie powinien spotkać świętego. Nangwŏn udał się to tego klasztoru, gdzie zobaczył go mistrz sŏn Pŏmil. Mistrz rzekł Dlaczego tak późno przychodzisz? Czekam na ciebie już od długiego czasu.
Po śmierci mistrza Nangwŏn spędził jakiś czas w klasztorze Pohyŏn, będąc jego opatem. Został także przedstawiony na dworze królewskim.

## Linia przekazu Dharmy zen
Pierwsza liczba oznacza liczbę pokoleń mistrzów od 1 Patriarchy indyjskiego Mahakaśjapy.
Druga liczba oznacza liczbę pokoleń od 28/1 Bodhidharmy, 28 Patriarchy Indii i 1 Patriarchy Chin.
Trzecia liczba oznacza początek nowej linii przekazu w danym kraju.
- 36/9 Yaoshan Weiyan (761-834)
  - 37/10/1 T'onghyo Pŏmil (810-889) szkoła sagul – Korea
    - 38/11/2 Nanggong Haengjŏk (832–916)
      - 39/12/3 Sinjong
      - 39/12/3. Chuhae (bd)
      - 39/12/3. Imŏm (bd)

    - 38/11/2 Nangwŏn Kaech'ŏng (834-930)
      - 39/12/3 Odae Sin'gyŏng (bd)
        - 40/13/4. Taeŭn Tojang
          - 41/14/5. Saja Chihyu
            - 42/15/6. Chŏnghak Tojam
              - 43/16/7. Tut'a Ŭngjin
                - 44/17/8. Tansok Chihyŏn
                  - 45/18/9. Changsu Tamjin
                    - 46/19/10. Ch'ŏnch'uk Nŭngin
                      - 47/20/11. Sin'gwang Chonghwi
                        - 48/21/12. Pojo Chinul (1158–1210)